# Impacto cultural de Elvis Presley

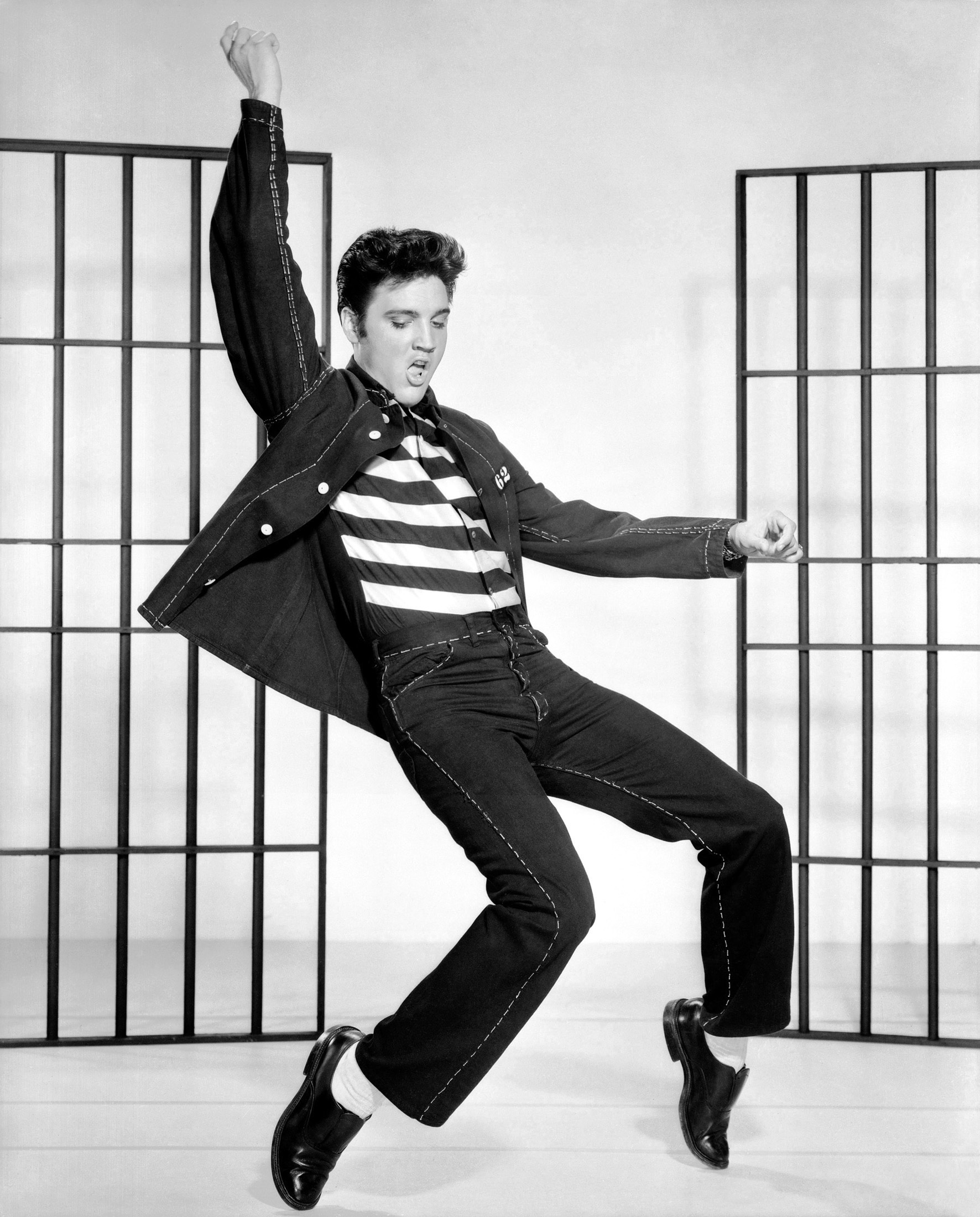
Elvis Presley cantando e dançando a canção Jailhouse Rock, no clipe musical do filme Jailhouse Rock produzido em 1957.

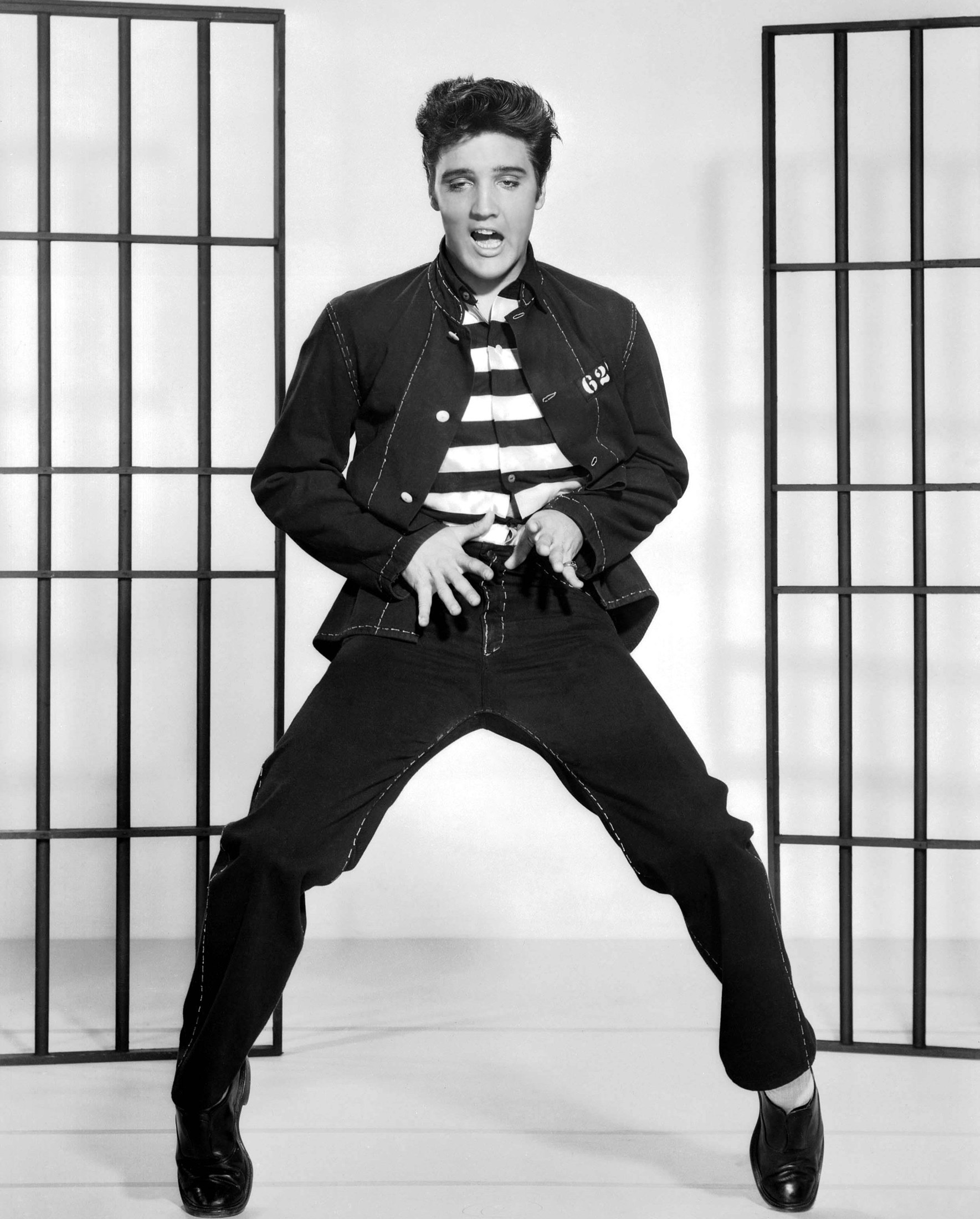
Elvis Presley cantando e dançando a canção Jailhouse Rock, no clipe musical do filme Jailhouse Rock produzido em 1957.

Elvis Presley, o “Rei do Rock and Roll”, foi um ícone cultural que influenciou profundamente a vida de diversas pessoas, Presley continua sendo o artista de música solo mais vendido de todos os tempos conforme o Guinness World Records, com vendas estimadas em até 1 bilhão de discos. Sua música, estilo e personalidade inspiraram artistas de diferentes gêneros musicais, atores, cineastas e até mesmo políticos. Desde o início de sua carreira, o cantor americano Elvis Presley teve um amplo impacto cultural. De acordo com a Rolling Stone “foi Elvis quem fez do rock 'n' roll a linguagem internacional do pop”. A Enciclopédia Rolling Stone de Rock & Roll descreve Presley como "um gigante da música americana do século 20 que, sozinho, mudou o curso da música e da cultura em meados da década de 1950". Suas gravações, movimentos de dança, atitude e roupas passaram a ser vistos como personificações do rock and roll. Sua música foi fortemente influenciada pelo blues afro-americano, pelo gospel cristão e pelo country sulista dos brancos. Acompanhado pelo guitarrista Scotty Moore e pelo baixista Bill Black, foi um pioneiro do rockabilly, uma fusão de música country e rhythm and blues. Em 1955, o baterista D. J. Fontana juntou-se ao time e completou o quarteto clássico do cantor, os Jordanaires. 
Elvis Presley é o cantor com mais fã-clubes no mundo. De acordo com o Guinnes World Records existem mais de 613 fã-clubes ativos de Elvis Presley em todo o mundo, com um total de 510.489 membros. Elvis tem cerca de 400.000 imitadores de Elvis em todo o mundo seguno o The Guardian, de acordo com o Guinness World Records, existem mais de 400.000 imitadores de Elvis em atividade. A profissão ganhou uma sigla própria, ETA: Elvis Tribute Artist. Elvis femininos, negros e japoneses são abundantes. O maior encontro de imitadores de Elvis foi realizado na Carolina do Norte, EUA, em 12 de julho de 2014, na referida oportunidade 895 imitadores de Elvis Presley se reuniram para prestigiar o legado do cantor. Em uma eleição que foi considerada histórica realizada pelo site e maior grupo de comunicação do mundo á época, a AOL elegeu os maiores estadunidenses da história americana, Elvis Presley ficou em primeiro lugar dentre os artistas na votação, sendo apontado como o maior artista americano de todos os tempos. Além disso, Elvis foi eleito o melhor cantor popular de todos os tempos em eleição realizada pela conceituada revista britânica "Q".

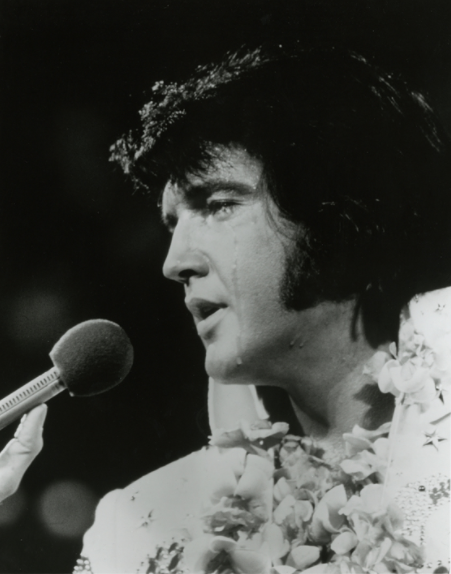
Elvis Presley no show no Havaí, intitulado "Aloha from Hawaii Via Satellite", é um marco significativo na carreira de Elvis Presley, e na história da música. O show superou a da ida do homem à lua, estimada em mais de 1 bilhão e meio de espectadores.

O show no Havaí, intitulado "Aloha from Hawaii Via Satellite", é um marco significativo na carreira de Elvis Presley, e na história da música. Realizado em 14 de janeiro de 1973, foi o primeiro concerto solo transmitido ao vivo via satélite, alcançando uma audiência global estimada em 1,5 bilhão de pessoas em mais de 40 países, o que levou a Billboard a presentear Elvis Presley com o prêmio de "criador de tendências". O show quebrou todos os recordes de público na época de sua exibição, e ainda hoje é o show de maior audiência na história da música protagonizado por um único artista solo. Nos Estados Unidos, o show foi ao ar em abril e se tornou a maior audiência da história televisiva americana até então, sendo exibido na NBC, superando a audiência da ida do homem à Lua.
A casa de Elvis, "Graceland" é a segunda casa mais visitada nos EUA, atrás apenas da Casa Branca, com mais de 650.000 visitantes por ano. A residência está localizada na Elvis Presley Boulevard, número 3764, na vasta comunidade de Whitehaven, a 14,5 km do centro da cidade, e a menos de 6 km ao norte da fronteira do estado do Mississippi. A casa foi aberta ao público como museu em 7 de Junho de 1982. O local foi incluído no Registro Nacional de Lugares Históricos dos Estados Unidos em 7 de Novembro de 1991, e declarado Marco Histórico Nacional daquele país em 27 de Março de 2006.
O legado de Presley continua vigente, nesse sentido, esse artigo reúne algumas declarações e gestos sobre o cantor protagonizados por personalidades de diferentes segmentos, assim sendo:
The Jackson 5 eram fãs de Elvis Presley. Trecho da entrevista concedida a CNN em 2003 ao apresentador Larry King, o entrevistado foi Jermaine Jackson (ex membro dos Jackson 5) e irmão mais velho de Michael Jackson:
"Larry King: Ei, Jermaine Jackson (The Jackson 5), uma pergunta que tenho é sobre Elvis Presley. Michael Jackson é fã de Elvis Presley? Porque eles são muito parecidos.
Jermaine Jackson (The Jackson 5): Sim, muito. Também somos fãs de Elvis. Crescemos assistindo seus filmes, tudo. Nós gostamos dele."
Quincy Jones (ex empresário de Michael Jackson) disse que o astro se inspirou significativamente em Elvis Presley durante The Wiz. Segundo Quincy Jones, o Rei do Pop "copiou" o Rei do Rock em alguma medida em seu trabalho durante as gravações de The Wiz. Trecho da entrevista concedida ao The Hollywood Reporter em 2021:
Entrevistador: Como você conheceu Michael Jackson?
Quincy Jones: "Quando ele tinha 12 anos na casa de Sammy Davis, e ele me disse quando decidimos fazer [ The Wiz ], ele disse, “Preciso que você me ajude a encontrar um produtor. Estou me preparando para fazer meu primeiro álbum solo."
Entrevistador: Como ele era no set de The Wiz ?
Qincy Jones: "Ele sabia como fazer sua lição de casa, fosse com Fred Astaire e Gene Kelly ou quem quer que fosse, James Brown. Ele estava fazendo algumas cópias de Elvis também. "O Rei do Pop", cara. Vamos lá!"
Michael Jackson desenhou Elvis Presley nos anos 90.
Em uma entrevista de 2001 para a ABC News, Michael Jackson disse que os Jackson 5 conheceram muitas celebridades quando eram jovens. Fred Astaire, Frank Sinatra, Elvis e Sammy Davis Jr. Estavam todos na órbita dos Jackson 5. Michael disse que Elvis e Davis disseram repetidamente aos membros do Jackson 5 para não usarem drogas. Michael nunca esqueceu seus conselhos.
Durante uma entrevista ao USA Today, Jackie Jackson (The Jackson 5) relembrou suas interações com Elvis “Lembro-me de Elvis, ele era o cara mais legal”, disse Jackie.
Brian May revelou que Elvis Presley teve uma grande influência no Queen e, particularmente, em Freddie Mercury. Em entrevista ao Express UK, o guitarrista também falou sobre as semelhanças entre os dois cantores.
Brian May “Acho que é impossível ter sido criança naquela época e não ter sido influenciado por Elvis," disse May. "Freddie em particular, é claro. Ele foi um dos grandes heróis de Freddie.”
John Lennon (The Beatles) “Sem Elvis, não haveria Beatles”
Justin Bieber “Gosto que Elvis fosse um bom menino, mas não fosse um bom menino ao mesmo tempo”, diz ele. “Ele fez aquela dança infame que chocou a todos. Eu não sou perfeito. Eu não quero ser inapropriado. Só não quero parecer perfeito como um garoto da Disney. Nada contra. . .”
James Brown "Algumas pessoas dizem que Elvis roubou a música negra. Essas pessoas são idiotas, Elvis deu às pessoas negras, a voz “.
Rufus Thomas "Muita gente disse que Elvis roubou nossa música. Roubou a música do homem negro. Mas o homem negro, o homem branco, não são donos da música. A música pertence ao universo."
Jackie Wilson "Muita gente acusou Elvis de roubar a música dos negros, quando na verdade, quase todos os intérpretes negros copiaram os trejeitos de palco de Elvis."
Mick Jagger – Rolling Stones ” Ninguém, mas ninguém é ou será igual a Elvis. Ele era e é supremo”.
Justin Timberlake "Quando você vem de Memphis, a música está em seu sangue. Dos artistas de blues a Elvis Presley, todos eles tiveram uma grande influência na minha música. Eu admiro Elvis, sempre admirei. Ele combinou todos esses diferentes tipos de música e fez é um."
Dwayne The Rock Johnson “As mulheres o queriam, os homens queriam SER Elvis Presley ou apenas conhecer ele.”
Dwayne "The Rock" Johnson "Quando eu era criança, eu adorava Elvis. Ele era o máximo em estilo. Todo cara queria ser Elvis, inclusive eu."
50 Cent “Esse período foi diferente. Quando Elvis estava lá, eles pararam tudo. Elvis teve um momento de verdade. Enquanto estou aqui, não se trata apenas de 50 Cent, mas sim de Elvis.”
O rapper Chuck D., que criticou Elvis (“Elvis era um herói para a maioria, mas ele nunca significou nada para mim”) em “Fight the Power” do Public Enemy. RecebeU uma tarefa de uma rede de TV para trazer uma perspectiva negra atual sobre Elvis, ele visitou Graceland e ficou emocionado ao dizer:
Chuck D “Elvis teve que percorrer as ruas de Memphis e ultrapassar multidões de negros antes de se tornar famoso. … Não foi como se ele tivesse trapaceado para chegar lá. Ele era um garoto branco durão. Assim como Eminem está fazendo hoje.”
Keith Richards – Rolling Stones “Antes de ELVIS tudo era preto e branco. Depois dele, um colorido glorioso…”
Mick Jagger “Ele era um artista único… um original numa terra de imitadores.”
Bob Dylan “Quando eu ouvi a voz de Elvis pela primeira vez eu sabia que não ia trabalhar para ninguém e ninguém seria meu chefe. Ele é o deus supremo do rock and roll hoje. Ouvir Elvis e como escapar da prisão. Eu agradeço à Deus por Elvis Presley.”
Bob Dylan “O ponto mais alto de minha carreira? Essa é fácil: foi quando Elvis gravou uma de minhas canções.”
Ian Gillan – Deep Purple “ELVIS será sempre o Rei. A razão é simples: ele foi o melhor cantor que já existiu.”
Jim Morrison – The Doors “O meu cantor preferido sempre foi ELVIS Presley. Ele foi o mais criativo e deixou tudo pronto pra quem veio depois.”
Joe Cocker “Elvis é o melhor cantor de blues, hoje”
Tony Bellotto – Banda Titãs “Estudiosos dizem que o rock nasceu naquela sessão de gravação no dia 5 de julho de 1954 em Memphis, no Tenessee. Eu acho que o rock nasceu em Tupelo, Mississippi, no dia 8 de janeiro de 1935.”
Tony Bellotto – Banda Titãs “Num verão quente como esse que vivemos, nada melhor que escutar o primeiro disco do Elvis. Você não encontrará nada mais moderno por aí, apesar do disco estar completando 54 anos de idade.”
Roberto Carlos “No mundo inteiro eu acho que ninguem ocupou o lugar de Elvis Presley. Nem naquela época nem depois de muito tempo. Nem nos dias atuais ninguém ocupa o lugar de Elvis Presley. Nem mesmo cantores como Elton John, Rod Stewart, nem mesmo os Beatles ocuparam o lugar de Elvis Presley.”
Rita Lee “Elvis foi um revolucionário, rebolava sem perder a masculinidade.”
Atriz Regina Duarte “Na minha geração, Elvis significou explosão de vida de quem tinha 12 e 13 anos. Era uma energia enorme, uma sensualidade enorme. Ele era a possibilidade de botar isto pra fora; de explodir e com isto, de ser espontâneo, vital, orgânico. Era uma coisa muito liberta que ele sugeria, que ele era, que passava e que ele permitia pra gente. Era o berro, era o dançar, a linguagem do corpo, dos sentidos, era o chiclete, era a ousadia”.
Madonna “Quero ser como Elvis Presley: imortal !”
Janis Joplin “Elvis é o meu Homem”.
Eddie Murphy “Este é meu ídolo, Elvis Presley. Ele é o maior artista que ja existiu. Acredito que é por causa de sua presença. Quando Elvis Presley entrava na sala, Elvis Presley entrava na sala. Não interessa quem estava na sala: Bogart, Marilyn Monroe.”
Celine Dion "Esta noite, eu gostaria de prestar homenagem ao maior artista de todos os tempos, Mr. Elvis Presley. Elvis era Las Vegas. E se não fosse por ele, tantos artistas, como eu não teria a chance de fazer o que fazemos nesta cidade. Ele realmente era o rei."
Charles Kuralt “Você nunca escuta ninguém perguntar ‘Elvis quem?'”
Jim Morrison “Elvis será sempre o melhor, o mais Original. Ele começou a rolar a bola para todos nós.”
Jim Morrison “Eu amo Elvis e sua obra. Foi muito legal vê-lo realizar aquela apresentação acústica, naquela jaqueta em couro preto, em 1968, com apenas um par de outros músicos.”
David Gilmour – Pink Floyd “Elvis era absolutamente brilhante! Ouvir a voz dele me fez querer fazer algo parecido.”
Bono Vox – U2 “Era uma personalidade quase que Shakespeariana. Para mim, a música corria em seu sangue. Todos nós temos um pouco de Elvis na mente ou no corpo!”
Bono Vox – U2 Elvis Presley é como o ‘Big Bang’ do Rock and roll. Tudo veio de lá.
Little Richard “Eu agradeço à Deus por Elvis Presley. Agradeço à Deus por ter mandado Elvis para abrir a porta para que eu pudesse atravessar e caminhar pela minha entrada…”
Chuck Berry "Descrever Elvis Presley? Ele foi o maior que já existiu ou que existirá"
Paul McCartney “Eu acredito que a música pode curar. As pessoas encontram paz na música. Toda vez que eu me sinto triste, eu coloco um disco de Elvis e me sinto melhor.”
Paul McCartney “Quando éramos garotos crescendo em Liverpool, tudo o que queríamos era ser Elvis Presley.”
John Lennon “Quando ouvi pela primeira vez “Heartbreak Hotel”, mal conseguia perceber o que ele dizia. O que contava era a experiência de ouvi-lo e sentir os meus cabelos em pé”.
Elton John Pergunte a qualquer um. Se não tivesse sido por Elvis, eu não sei onde a música popular seria. Foi ele que começou tudo isso, e ele foi definitivamente o começo para mim. Sou agradecido, por toda a inspiração”
John Lennon “Antes de Elvis, não havia nada.”
John Lennon “Existe uma única pessoa nos Estados Unidos que eu gostaria de conhecer – ainda que eu não esteja seguro que ela queira me conhecer: Elvis Presley. É difícil descrever como me sinto sobre ele. Eu apenas idolatro esse cara.”
Presidente Jimmy Carter "A morte de Elvis Presley priva o nosso país de uma parte de si mesmo. Ele era único, insubstituível. Mais de vinte anos atrás, ele explodiu em cena com um impacto que foi sem precedentes e provavelmente nunca será igualado. Sua música e sua personalidade, fundindo os estilos de país branco e preto ritmo e blues, mudou para sempre a face da cultura popular americana. Sua seguinte foi imensa. E ele era um símbolo para as pessoas de todo o mundo a vitalidade, rebeldia e bom humor deste país."
Margareth Thatcher “Eu amo sua música, porque ele foi a minha geração. Mas, novamente, Elvis é geração de todos, e ele sempre será.
Steve Braun “Pat Boone cantava a música negra. Elvis sentia a música negra.”
Roy Orbison “Elvis foi o primeiro e o maior.”
Wolfman Jack “Daqui a dois mil anos ainda estarão falando sobre Elvis Presley.”
Chuck Berry “Descreva Elvis Presley? Simplesmente não há palavras para descrevê-lo. Ele foi o maior que já existiu. É e sempre será. Os negros não tinham o “ar-ondas”. Elvis tinha. Ele entregou o que ele obteve, lindamente.
Scotty Moore (o primeiro guitarrista de Elvis) “A garotada surgia ninguém sabia de onde, bastava dizer que Elvis ia tocar em tal lugar. As meninas choravam e algumas chegavam até a molhar as cadeiras. Era uma loucura.”
Jornal britânico The Guardian “Elvis foi o fundador, o maior expoente e a mais apaixonante figura do rock and roll”
Noah Cyrus (atriz e cantora norte-americana) visitou Graceland, demosntrando certa adimiração ao legado de Elvis Presley.
Brian Quinn (comediante e ator norte-americano) visitou Graceland, demosntrando certa adimiração ao legado de Elvis Presley.
Taylor Swift (cantora e compositora americana) visitou Graceland, demosntrando certa adimiração ao legado de Elvis Presley.
Dua Lipa (cantora e compositora inglesa) visitou Graceland, demosntrando certa adimiração ao legado de Elvis Presley.
Carrie Underwood (cantora e compositora norte-americana) visitou Graceland, demosntrando certa adimiração ao legado de Elvis Presley.
Bruce Springsteen “Elvis Presley é tudo que existe. Simplesmente não há mais nada. Tudo começa e termina com Elvis. Ele escreveu o livro do Rock. Ele é tudo para fazer e não fazer na música e nos negócios. Elvis é a minha religião.
David Bowie “Elvis é um grande herói para mim. Eu provavelmente era estúpido o suficiente para acreditar que ter aniversário no mesmo dia que ele realmente significou algo.
Buddy Holly “Sem Elvis, nenhum de nós poderia ter feito aquilo.”
Paul Simon “Elvis foi a razão pela qual eu peguei a guitarra.”
Paul Simon “Quando ouvi ELVIS cantar a minha ‘Bridge Over Trouble Water’ pela primeira vez achei inacreditável e pensei: como é que posso competir com isso?”
Frank Sinatra "Muitos elogios foram proferidas sobre o talento e performances de Elvis ao longo dos anos, que eu concordo com todo o coração. Vou sentir falta dele como um amigo. Ele era um homem caloroso, atencioso e generoso."
Walter Matthau “Ele era um ator instintivo, muito brilhante e muito inteligente. Ele não era um punk. Ele era muito elegante, calmo e refinado e sofisticado”
Cantor Robbie Williams “Todo mundo gosta de pelo menos uma canção de Elvis. Eu? Eu amo todas elas. Ele foi, é e sempre permanecerá a estrela máxima do rock”.
Bing Crosby “Elvis ajudou a acabar com a minha influência e a de meus contemporâneos, mas eu o respeito por isso. A música progride sempre e ninguém abriu as portas do futuro como ele fez.”
Rod Stewart “Elvis foi o Rei. Não há dúvida sobre isso. Gente como eu, Mick Jagger e todos os outros apenas seguiram seus passos.”
Robert Plant – Led Zeppelin “ELVIS foi o ponto inicial, onde tudo começou para nós”
Steven Spielberg “…nunca haverá outro Fred Astaire ou Chuck Berry ou Elvis Presley…”
Paulo Coelho “Realmente, a letra de ‘Eu nasci há dez mil anos atrás’ foi inspirada na música I ‘I was born ten thousand years ago’, do Elvis. Foi uma maneira de Raul prestar sua homenagem ao seu maior ídolo”
George Freedman “O dia em que Elvis morreu foi muito triste para fãs desse que foi o maior intérprete do rock no planeta. Foi uma grande perda para os jovens dos anos 50 e para as gerações posteriores!!!”
Jerry Adriani “O nosso maior ídolo, Elvis Presley, havia falecido…foi difícil acreditar…aquilo parecia mentira…difícil acreditar que o nosso Super-Elvis havia nos deixado.”
Jerry Adriani "Quando Raul seixas me produziu, ele queria que eu gravasse Elvis Presley ainda em 1970 e eu relutei porque eu era um fã radical e tinha medo de que os fãs do Elvis achassem ruim, mas eu fiz um disco “Elvis Vive” que teve bastante sucesso. A ideia não foi fazer um Cover de Elvis, mas sim homenagem e foi muito legal pois aquilo se incorporou à minha imagem.”
Tom Jones "Elvis foi o primeiro homem a exercer o sex-appeal."
Ursula Andrews “Hall Wallis (cineasta) me chamou e disse:. Está conosco há 1 ano e se comportou bem. Agora queremos que faça um filme com Elvis Presley. Eu só conhecia Elvis da televisão, porque era um novo ídolo. Era o grande amante que remexia os quadris e tocava violão. Pensei: meu Deus! E no primeiro dia de trabalho, vi chegar aquele homem humilde, cheo de encanto, com amor nos olhos e bondade. Era tão atencioso. Fiquei muito surpresa.
Stephen Phillips - autor e crítico de cinema Elvis poderia ter sido exatamente igual a Marlon Brando e James Dean. Sues primeiros 6 filmes seguiam esta linha. Eram filmes de garotos durões, prontos para brigar, que se destroem pelo amor e pelo risco. Quando Elvis tinha que parecer perdido, zangado ou violento frente às câmeras, era totalmente convincente. Melhor até que James Dean. basta assistir ao King Creole e nestes filmes, como “Wild in the Country” e “King Creoule” nós vemos o Dean ou o Brando, em potencial.
Sam Davis Jr "Elvis poderia ter sido o melhor ator jovem do mundo, se não tivessem decido coloca-lo só em musicais, porque ele adorava representar. Acho que ele se cansou de repetir sempre a mesma fórmula e ter desistido, dizendo que se é para eu fazer só isso eu não continuo."
Tom Jones "Não estou acusando ningguem que estava com ele, mas se ele tivesse mais amigos por perto, ainda estaria vivo, hoje."
Pet Perry "Antes" eu cortava o cabelo de outras pessoas. Quando ele quis que eu cortasse o de ele, morri de medo. Mas cortei e ele amor. Daí eu viajava para com ele para toda parte, para quando precisasse e também porque gostava de mim. Era como um irmão para mim. Sinto tanto a sua falta."
Mr. Tiger – Prof. Karate "Ele era tão humano e tão especial. Tinha beleza interior. Era um ser humano completo."
Johnny Cash “Elvis era um cara muito simpático, agradável, talentoso e carismático. Tinha tudo o que um artista gostaria de ter e alguns simplesmente não suportavam ver isso e reagiam com inveja.”
Ulrich Schlichthaerle, Diretor de Turismo “Elvis é para nós o que Mozart foi para Salzburg”
Phil Spector "Elvis é o grande catalisador da história do rock."
Ivete Sangalo "Eu sou super fã dele. Tem uns cacuetes dele assim, que de tanto eu assistir eu acabo fazendo. Um negócio assim meio dele” (disse ela movimentando os braços, ombros e cantando um trechinho de “Blue Suede Shoes). Se você parar pra vê, Elvis era um pouco baiano”